# الضبير (مذيخرة)

تعديل مصدري - تعديل

الضبير هي إحدى قرى عزلة المغاربة بمديرية مذيخرة التابعة لمحافظة إب، بلغ تعداد سكانها 763 نسمة حسب تعداد اليمن لعام 2004.